# Antonius Modderman
Antonius Modderman (Groningen, 1 april 1793 - aldaar, 20 november 1871) was een Nederlands jurist en een ultraconservatief politicus.
Antonius Modderman, zoon van de Groninger advocaat en patriot Tonco Modderman en Antonia Forsten, trouwde op 9 juni 1817 te Groningen met Johanna Catharina de Ranitz en hertrouwde na haar overlijden met haar zuster Anna Hermanna de Ranitz op 16 december 1825 eveneens te Groningen. Uit het eerste huwelijk werden vier kinderen geboren, waaronder de Amsterdamse predikant Tonco Modderman en de burgemeester van Groningen Sebastiaan Matheüs Sigismund Modderman. Uit het tweede huwelijk werden zeven kinderen geboren, waaronder de hoogleraar Romeins recht Wiardus Modderman.
Hij studeerde geneeskunde en rechten aan de universiteit van Groningen en promoveerde aldaar in 1817 in de rechten. Hij vestigde zich als advocaat in 1817 in Hoogezand en vervolgens als procureur in 1833 in Groningen. In deze stad begon ook zijn politieke loopbaan. Hij werd er lid van Provinciale Staten en in 1848, het jaar van de grondwetsherziening, ook gedurende een korte periode buitengewoon lid van de Tweede Kamer der Staten-Generaal.
In tegenstelling tot zijn broer Hendrik Jacob Herman Modderman, die als liberaal voor de grondwetsherziening was, stemde Antonius Modderman tegen belangrijke delen van de nieuwe grondwet.
Modderman was ridder in de Orde van de Nederlandse Leeuw.